# Port lotniczy Bata
Port lotniczy Bata (IATA: BSG, ICAO: FGBT) – port lotniczy położony w Bata, w kontynentalnej części Gwinei Równikowej. Jest to drugi co do wielkości port lotniczy tego kraju.

## Linie lotnicze i połączenia
| Linia lotnicza             | Kierunek                |
| -------------------------- | ----------------------- |
| CEIBA Intercontinental     | 1. Malabo 2. Mengomeyén |
| Cronos Airlines            | 1. Kotonu 2. Malabo     |
| Guinea Ecuatorial Airlines | 1. Malabo               |